# Chalcorana kampeni
Chalcorana kampeni es una especie de anfibio anuro de la familia Ranidae.

## Distribución geográfica
Esta especie es endémica de Sumatra en Indonesia.

## Etimología
Esta especie lleva el nombre en honor a Pieter Nicolaas van Kampen.

## Publicaciones originales
- Boulenger, 1920 : A monograph of the South Asian, Papuan, Melanesian and Australian frogs of the genus Rana. Records of the Indian Museum, vol. 20, p. 1-226[6]
- Van Kampen, 1910 : Eine neue Nectophryne-Art und andere Amphibien von Deli (Sumatra). Natuurkundig Tijdschrift voor Nederlandsch Indië, vol. 69, p. 18-24